# Юго-Восточная область
Ю́го-Восто́чная область — административно-территориальная единица РСФСР, существовавшая с 13 февраля (фактически со 2 июня) 1924 года по 16 октября 1924 года.
Административный центр — город Ростов-на-Дону.

## История
Область образована 13 февраля 1924 года путём объединения Донской и Кубанской областей, Ставропольской и Терской губерний, Кабардино-Балкарской, Карачаево-Черкесской, Адыгея-Черкесской и Чеченской автономных областей. Окончательно оформилась только 2 июня 1924 года в соответствии с постановлением Президиума ВЦИК.
2 июня 1924 года область была разделена на 9 округов, которые в свою очередь разделялись на районы.
1 октября 1924 года из состава Донецкой губернии УССР в Юго-Восточную область РСФСР отошли районы и города большей части Таганрогского (включая окружной центр) и Шахтинского (включая окружной центр) округов УССР.
16 октября 1924 года Юго-Восточная область вошла в состав Северо-Кавказского края.

## Административное деление
По состоянию на 2 июня 1924 года область делилась на 9 округов:
- Армавирский;
- Донской[5];
- Кубанский;
- Майкопский;
- Грозненский;
- Сальский;
- Ставропольский;
- Терский;
- Черноморский.